# گلشن اسرار
«گلشن اسرار» از آثار منظوم یکی از عارفان مهم ایران در دوره قاجار گلبن کازرونی است.

## نویسنده
نویسنده گلشن اسرار محمد کاظم کازورنی معروف به گلبن کازرونی است که در قرن ۱۳ هجری قمری می زیسته است.

## معرفی اثر
گلشن اسرار اثری است به نظم و نثر در مبانی عرفان که به شیوة خاصی تألیف شده؛ از سویی مجموعه‌ای از حدود ۳۵۰۰ بیت در وزنی خاص (مفاعیلن مفاعیلن فعولن = هزج مسدس محذوف) دارد و از سوی دیگر مقدار قابل توجهی متن منثور دربارة مسائل عرفانی و سیر و سلوک در اثنای آن گنجانده شده و گاه آنچه را که ابتدا به نثر توضیح داده، به زبان شعر نقل می‌کند. این کتاب از آثار یکی از عارفان مهم و البته گمنام ایران در دوره قاجاریه یعنی محمدکاظم گلبن کازرونی است؛ اگرچه خود عارفان در دوره قاجاریه هم به نسبت ادوار دیگر مغفول مانده است. با این حال این دوره نیز بخشی از تاریخ سرزمین ماست و نادیده گرفتن ادبیات و عرفان آن، ناآگاهی و درکی غیر صحیح در باب بخشی از تاریخ و فرهنگ ایران را در پی خواهد داشت. این کتاب در سه جلد تألیف شده است؛ جلد اول به بیان عقاید طوایف و اصحاب مختلف اختصاص دارد، جلد دوم به شناخت سلوک و شرایط آن می‌پردازد و جلد سوم در بیان آداب و شرایط ارادت مرید به مراد است.

## اهمیت اثر
کتاب حدود چهل‌وهفت حکایت کوتاه و بلند منظوم در این سه جلد وجود دارد. گلشن اسرار علاوه بر اهمیتی که در شناخت تصوف دورة قاجاریه دارد، از لحاظ شناخت تحولات زبانی در آن دوره و همچنین اطلاعات تاریخی و جغرافیایی نیز حائز اهمیت است. کلمات، ترکیبات، اصطلاحات و امثال فراوانی در گلشن اسرار به چشم می‌خورد که پیشتر در متون فارسی سابقه نداشته یا حداقل قابل توجه است. برخی از این موارد برساختة خود گلبن است و برخی دیگر به تحولات زبان فارسی ارتباط دارد.

## شیوه نگارش
محمدکاظم گلبن در گلشن اسرار یک دوره از مهمترین مسائل عرفانی را مطرح می‌کند و وسعت مشرب خود را نمودار می‌سازد. او تقسیم‌بندی‌های مختلفی از فرقه‌های صوفیه و فیلسوفان مطرح می‌کند و براساس نظریات آنان به بحث می‌پردازد که نشان‌دهندة گستردگی آگاهی‌های او در زمینه‌های مختلف تصوف و حکمت و نموداری است از سفرهای متعدد وی و حضور او در محیط علمی و صوفیانه. وسعت نظر و پرهیز از تعصّب در گلشن اسرار از ویژگی‌های بارز آن است.

## تاریخ نگارش
تاریخ تألیف این کتاب مشخص نیست، اما از آنجا که وی در جایی از زلزلة سال ۱۲۳۹ ق کازرون یاد می‌کند و نسخة اساس چاپ در سال ۱۲۶۰ ق تحریر شده، گلبن باید این کتاب را بین سال‌های ۱۲۴۰-۱۲۶۰ ق تألیف کرده باشد.

## نسخه‌های خطی اثر
- نسخه کتابخانه مجلس شورای اسلامی به شماره ۴۲۱۵ و به خط نستعلیق
- نسخه محفوظ در کتابخانه مرکزی و مرکز اسناد دانشگاه تهران به شماره ۲۸۱۳ به خط نستعلیق.

همچنین نسخه دیگری از این کتاب در کتابخانه خانقاه نعمت‌اللهی (نوربخش) به شماره ۸۱ موجود بوده است که به آن دسترسی نبوده است.

## چاپ اثر
«گلشن اسرار» اثر ملّا محمدکاظم کازرونی متخلص به «گلبن»، شاعر و عارف قرن سیزدهم هجری با تصحیح و تحقیق عبدالرسول فروتن و مهدی حیدری توسط انتشارات مجمع ذخائر اسلامی قم در سال ۱۳۹۲ منتشر شده است.

## منبع
- چاپ گلشن اسرار